# George Turner (Anthropologe)
George Turner (* 1817; † 19. Mai 1891) war ein britischer Missionar der London Missionary Society und Anthropologe, der sich neunzehn Jahre in Polynesien aufhielt, die pazifischen Inselgruppen bereiste und ein bedeutendes Werk über Samoa verfasste, das als Pionierwerk über Polynesien, über Ursprung und Beziehungen der Polynesier gilt. 
Turner begann 1840 mit seiner Arbeit, zehn Jahre nach der Einführung des Christentums in Samoa. Er gilt als großer Kenner der Bewohner dieser zentralpolynesischen vulkanischen Inselgruppe, die lange als die „Navigators Islands“ bekannt war.

## Werke
- Nineteen years in Polynesia: Missionary Life, Travels, and Researches in the Islands of the Pacific. John Snow, London 1861
- Samoa: A Hundred Years Ago and Long Before. Together with Notes on the Cults and Customs of Twenty-three Other Islands in the Pacific. Macmillan and Co., London 1884

| Personendaten    | Personendaten                         |
| ---------------- | ------------------------------------- |
| NAME             | Turner, George                        |
| KURZBESCHREIBUNG | britischer Missionar und Anthropologe |
| GEBURTSDATUM     | 1817                                  |
| STERBEDATUM      | 19. Mai 1891                          |